# Korikoszi Aliz örmény királyné
Korikoszi Aliz (1309 körül – Kis-Örményország (Kilikia), 1329), örményül: Ալիս Կոռիկոսի, franciául: Alix de Korikos, örmény királyné, IV. Leó örmény király első felesége. I. Izabella örmény királynő és I. Hetum örmény király ükunokája. Korikoszi Mária örmény királyné nővére, Oghruy Mária örmény királyné nagynénje. Az örmény királyi ház, a Szaven-Pahlavuni-dinasztia korikoszi ágának a tagja.

## Élete
Apja Osin, Korikosz ura és Örményország régense (–1329), a történetíró Korikoszi Hetum (–1314/18) és Ibelin Izabella (–1306 után) fia. Korikoszi Osin anyja, Aliz nagyanyja, Ibelin Izabella I. Izabella örmény királynő és I. Hetum örmény király unokája volt a lányuk, Szaven-Pahlavuni Mária örmény királyi hercegnő (–1310 után) révén aki Ibelin Guidóhoz (1235/40–1270 után/1289 előtt), Ibelin Baldvinnak, Ciprus udvarmesterének a fiához ment feleségül.
Korikoszi Aliz édesanyja Ibelin Margit (1290 körül–1320 előtt) volt, aki Ibelin Baliannak (1240/45‑1302), Ciprus udvarmesterének és Lamproni Aliznak (–1312 után), Lamproni Küra Anna örmény királyné húgának volt a lánya. Korikoszi Aliz mind apai, mind pedig anyai ágon a közel-keleti keresztes államok uralkodócsaládjaiba beházasodó és a jeruzsálemi, majd a ciprusi királyi udvarban meghatározó tisztségeket betöltő Ibelin családtól eredt, bár az Ibelinek más-más ágaitól. Aliz királyné apai nagyanyja, Ibelin Izabella az Ibelin család ún. udvarmesteri ágából, míg Aliz anyja, Ibelin Margit az Ibelinek ún. hadsereg-főparancsnoki ágából származott. Apja, Korikoszi Osin 1320-ban Örményország régensi tisztségét foglalta el, miután meggyilkolták a másodfokú unokatestvérét és sógorát, I. Osin (1282–1320) örmény királyt. Az új király, a kiskorú IV. Leó (1308/09–1341) lett, aki a régens nővérének, Korikoszi Izabella (Zabel) örmény királynénak (–1310) és I. Osin királynak volt az elsőszülött fia. Aliz özvegy apja a régensi tisztség elfoglalása után erőszakkal feleségül vette I. Osin özvegyét, Anjou Johanna tarantói hercegnőt, I. (Anjou) Fülöp tarantói hercegnek és Angelina Tamarnak, I. Nikeforosz Angelosz epiroszi despotának a lányát, aki örmény királynéként az Irén nevet viselte. Ebből a házasságból született Aliz két húga, Mária (1321–1377/1405), az Idősebb Mária királyné, III. Konstantin örmény király (1313–1362) felesége és egy ismeretlen nevű korikoszi úrnő, aki  Osinhoz, Oghruy urához ment feleségül, és Máriának, az Ifjabb Mária királynénak és Asot örmény trónkövetelőnek volt az anyja. Korikoszi Alizt régens apja 1321-ben összeházasította elsőfokú unokatestvérével, IV. Leó örmény királlyal. A pápai diszpenzációt 1321. augusztus 10-én állították ki. A házasságból egy fiú, Hetum herceg született, aki viszont kiskorában meghalt. Aliz királyné férje, IV. Leó amint elérte a nagykorúságot, és átvette az uralmat a régensi szerepet vivő após-nagybátyjától, meggyilkoltatta mind a régens nagybátyját, Aliz apját, mind pedig a hadsereg-főparancsnoki tisztséget betöltő nagybátyját, Korikoszi Konstantint, Lampron urát 1329. január 26-án. Aliz szintén férje bosszúhadjáratának esett áldozatul, de nem tudni, apja előtt vagy apja halála után gyilkolták meg 1329-ben.

## Gyermeke
- Férjétől, IV. Leó (1308/09–1341) örmény királytól, 1 fiú:
  - Hetum (megh. fiatalon) örmény királyi herceg és trónörökös